# 道因寺 (郡山市)
道因寺（どういんじ）は、福島県郡山市開成に所在する真宗大谷派の寺院。正式には法輪山 道因寺。

## 概要
安積開拓の功労者として知られる中條政恒などの墓があるなど、安積開拓に縁が深い。境内では毎年春にハナカツミ（ヒメシャガ）の花が見られる。
2000年（平成12年）から毎年8月15日、16日に開成商工振興会による夏祭りが行われ、模擬店が出店するほか、地元の人たちによるコンサートや盆踊りなども行われ、開成地区周辺の住民たちで賑わう。

## 歴史

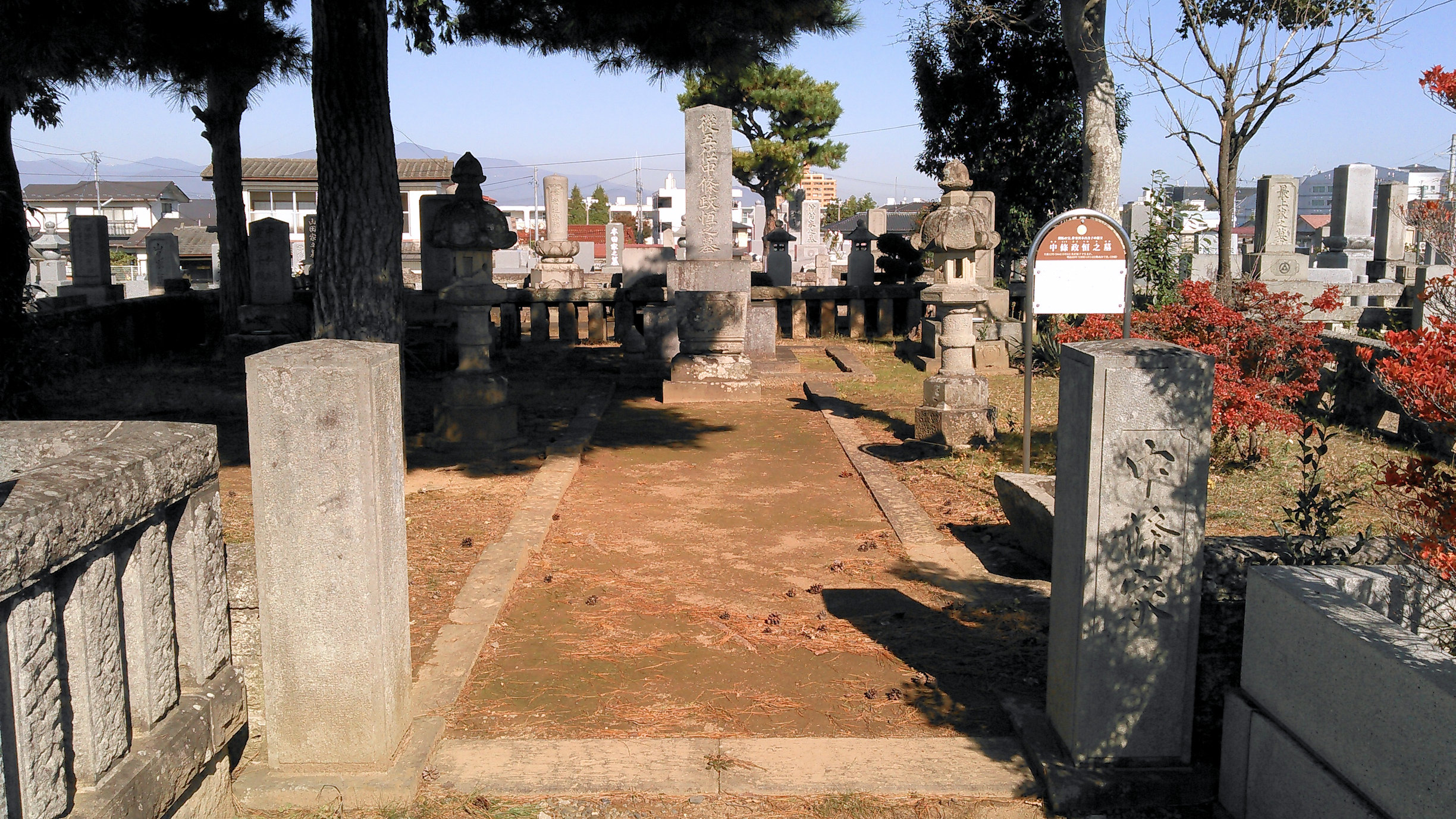
中條政恒の墓

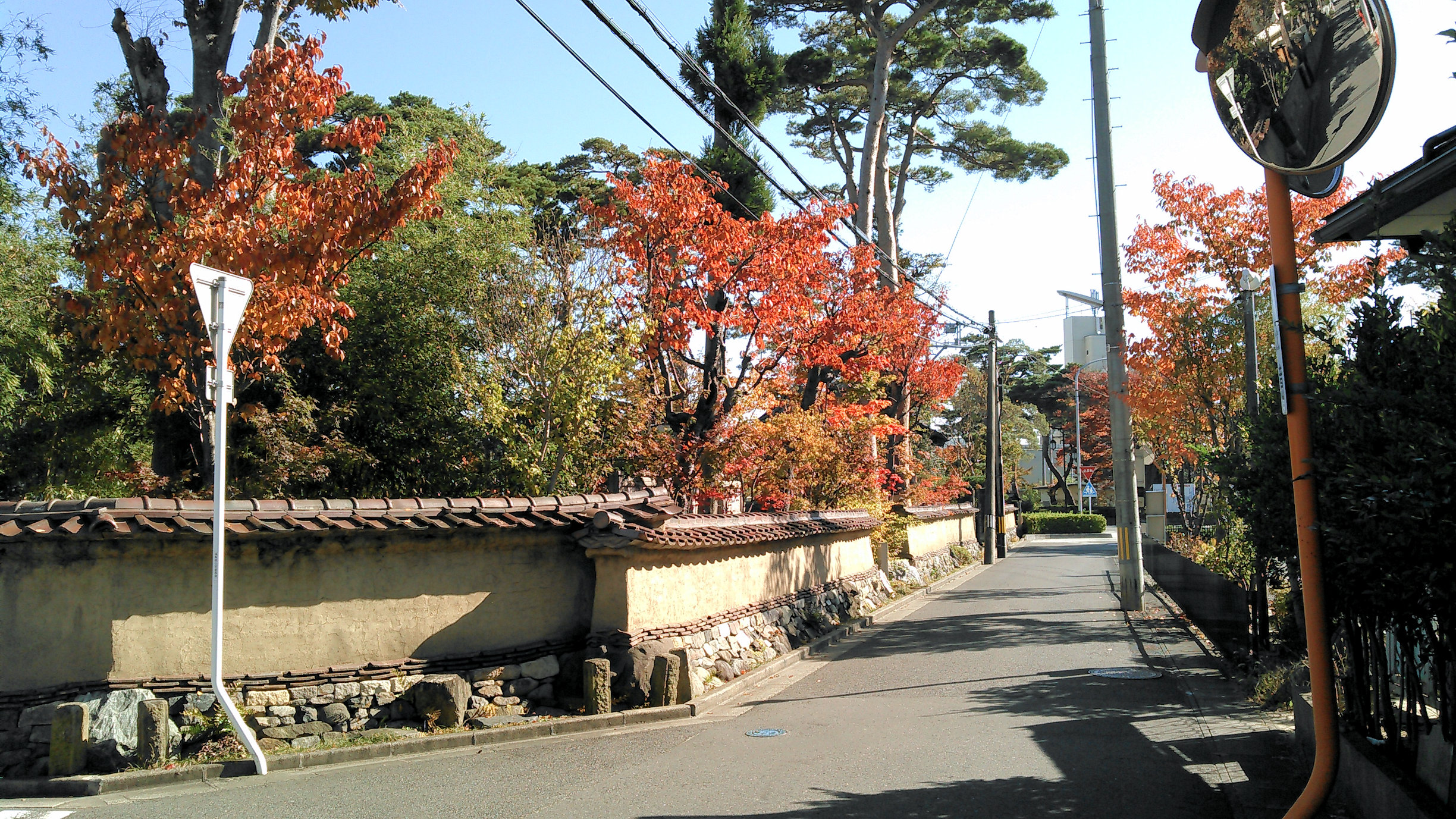
復興記念土塀

1647年（正保4年）、徳川家の家臣の寺として、釋慶正法師により現在の静岡県静岡市葵区横内町に創建された。
1886年（明治19年）、現在地付近に東本願寺の説教所が設置され、それを元に石田熊丸法師や桑野村（現郡山市）村民が本山に働きかけ、安積開拓の開拓民の心のよりどころとするため静岡から移転、開基させた。
1900年（明治33年）、安積開拓の功労者、中條政恒が死去すると、墓は道因寺の裏にある墓地に建てられた。
2011年（平成23年）、東日本大震災が発生し、大谷石で作られていた寺の塀が崩れ落ちた。その後、崩れ落ちた塀に代わり、全国から寄せられた15種類の石などを使った「東日本大震災復興記念土塀」が作られた。郡山市27年度まちなみ景観賞受賞。

## 寺院周辺
- 安積歴史博物館
- せせらぎこみち
- 郡山市開成館

## 交通アクセス
- 東北自動車道  - 郡山インターチェンジから5.5km[独自研究?]
- バス - JR郡山駅から福島交通バス「安積高校」下車[6][7]